# Пелжидийн Генден
Пелжидийн Генден (монголски: Пэлжидийн Гэндэн) е монголски политик, министър-председател на Монголия (1932-1936).
По време на среща с Йосиф Сталин през 1935 г. определя действията на Съветския съюз като „червен империализъм“. Противопоставя се и на гоненията на будистките монаси в Монголия.
Генден е отстранен под натиска на Сталин на заседание на Монголската народна революционна партия в Улан Батор на 2 март 1936 г. Поставен е под домашен арест до екзекуцията му в Москва на 26 ноември 1937 г.